# Вечкилей
Вечкилей — село в Никольском районе Пензенской области России. Входит в состав Казарского сельсовета.

## География
Село находится в северо-восточной части Пензенской области, в подзоне северной лесостепи, в пределах западного склона Приволжской возвышенности, на берегах реки Вичкилейки, на расстоянии примерно 20 километров (по прямой) к юго-юго-западу от города Никольска, административного центра района. Абсолютная высота — 231 метр над уровнем моря.

### Климат
Климат характеризуется как умеренно континентальный, с холодной зимой и умеренно жарким летом. Средняя температура воздуха самого холодного месяца (января) составляет −13,3 °C (абсолютный минимум — −34 °C); самого тёплого месяца (июля) — 19,2 °C (абсолютный максимум — 39 °С). Безморозный период длится 126 дней. Годовое количество атмосферных осадков — 527 мм, из которых большая часть выпадает в период с апреля по октябрь. Устойчивый снежный покров образуется в конце ноября и держится в среднем 149 дней.

## Население
| 1748 | 1864 | 1877 | 1897 | 1911  | 1926 | 1930 |
| ---- | ---- | ---- | ---- | ----- | ---- | ---- |
| 126  | ↗270 | ↗738 | ↗908 | ↗1026 | ↘969 | ↘864 |
| 1939 | 1959 | 1979 | 1989 | 1996  | 2002 | 2010 |
| ↘782 | ↗968 | ↘583 | ↘394 | ↘317  | ↘243 | ↘102 |

### Национальный состав
Согласно результатам переписи 2002 года, в национальной структуре населения мордва составляла 90 % из 243 чел.